# Àcid pirúvic
L'àcid pirúvic (CH₃COCOOH) és un àcid orgànic, una cetona i el més simple de tots els α-cetoàcids. L'anió carboxilat (COO−) de l'àcid pirúvic, la seva base conjugada segons Brønsted i Lowry, CH₃COCOO−, rep el nom de piruvat i és un metabòlit clau en diverses vies metabòliques.
L'àcid pirúvic pot ser sintetitzat a partir de glucosa a través de la glucòlisi, convertit de nou en carbohidrats (com ara la glucosa) amb la gluconeogènesi, o en àcids grassos si es descarboxila en acetil-CoA. També es pot usar per construir l'aminoàcid alanina i ser transformat en etanol.
L'àcid pirúvic aporta energia a les cèl·lules a través del cicle de Krebs (també conegut com a cicle de l'àcid cítric) quan hi ha oxigen present en el medi (respiració aeròbica). En canvi, fermenta per produir àcid làctic quan l'oxigen falta.

## Química
L'any 1834, Théophile Jules Pelouze va destil·lar àcid tàrtric (L-àcid tàrtric) i una mescla racèmica de D- i L-àcid tàrtric) i en va aïllar àcid pirotàrtric (àcid metilsuccínic) i un altre àcid que Jöns Jacob Berzelius va caracteritzar un any més tard amb el nom d'àcid pirúvic.
L'àcid pirúvic és un àcid incolor i la seva olor és similar a la de l'àcid acètic. És miscible en aigua i soluble en etanol i dietilèter.
En el laboratori, pot ser sintetitzat per l'escalfament d'una mescla d'àcid tàrtric i hidrogensulfat de potassi, per l'oxidació de propilenglicol amb un oxidant fort (per exemple, permanganat de potassi o lleixiu) o per la hidròlisi del cianur d'etanoíl, format per la reacció de clorur d'etanoíl i cianur de potassi:
CH₃COCl + KCN → CH₃COCN + KCl
CH₃COCN → CH₃COCOOH
A més a més, és un àcid monopròtic (pot alliberar un hidrogen en les reaccions d'Àcid-Base).

## Importància biològica
El piruvat és un compost orgànic clau en el metabolisme. És el producte final de la glucòlisi, una ruta metabòlica universal on la glucosa es divideix en dues molècules de piruvat i origina energia (2 molècules d'ATP). L'àcid pirúvic es pot formar de dues maneres:
1. Si hi ha prou subministrament d'oxigen, l'àcid pirúvic es descarboxila en la matriu mitocondrial pel complex enzimatic deshidrogenant-se i produint CO₂ i Acetil-CoA que és l'inici d'una sèrie de reaccions anomenades cicle de Krebs, seguida de la fosforilació oxidativa.
2. Si no hi ha prou quantitat d'oxigen disponible, el piruvat segueix normalment una ruta anaeròbica, la fermentació, formant àcid làctic en animals i etanol en els llevats i en alguns bacteris.